# Basil Khalil
Basil Khalil (in arabo باسيل خلـيل‎?; Nazareth, 31 agosto 1981) è un regista e sceneggiatore palestinese con cittadinanza britannica.

## Biografia
Khalil nacque a Nazareth, da padre palestinese di religione cristiana e madre inglese-irlandese. Dopo l'infanzia si trasferì nel Regno Unito. Nel 2007 conseguì un master in Producing e Script Development alla Screen Academy di Edimburgo, in Scozia. Per qualche tempo visse in Spagna e in Italia, dove frequentò i corsi del Torino Film Lab per aspiranti sceneggiatori e registi. Attualmente risiede a Londra.

## Carriera
Khalil iniziò la sua carriera a Londra, lavorando per cinque anni alla realizzazione di progetti televisivi britannici, soprattutto di carattere divulgativo. Nel 2002 lavorò come secondo assistente alla regia per il film Intervento Divino di Elia Suleiman. Fu il suo primo incarico nell'ambiente cinematografico, cui ne seguirono altri, anche al fianco di sceneggiatori quali Ricky Gervais e Jamie Oliver. Il debutto alla regia avvenne nel 2005 con il film documentario Replay Revenge, per il canale per bambini Al Jazeera English. 
Il suo primo cortometraggio narrativo, Ave Maria, girato in Cisgiordania, fu presentato in concorso per la Palma d'oro al Festival di Cannes 2015. Il film è detentore di oltre 35 premi fra i quali una candidatura ai Premi Oscar 2016 come miglior cortometraggio.
Nel 2011 Screen International Magazine definì Khalil "uno dei dieci migliori registi arabi da tenere d’occhio". Attualmente sta lavorando alla sceneggiatura del suo primo lungometraggio narrativo. Il progetto è sostenuto dal Torino Film Lab, il Doha Film Institute (Qatar) e il Rawi Screenwriter’s Lab (Giordania).

## Filmografia parziale
- Replay Revenge (2005)
- Ping Pong Revenge (2005)
- Ave Maria (2015)

## Riconoscimenti
Lista parziale dei premi e candidature ricevuti per Ave Maria:
- 2016: Premio Oscar – Candidatura al Premio Oscar al miglior cortometraggio
- 2016: Cairo International Film Festival – Candidatura alla Piramide d'Oro per il miglior cortometraggio
- 2015: Festival di Cannes – Candidatuta alla Palma d'oro al miglior cortometraggio
- 2015: Festival internazionale del cinema di Dubai – Miglior cortometraggio
- 2015: Festival internazionale del cinema di Adana – Miglior cortometraggio narrativo
- 2015: Cleveland International Film Festival – Candidatuta al miglior cortometraggio
- 2015: Grenoble Short Film Festival – Miglior cortometraggio
- 2015: Montpellier Mediterranean Film Festival – Premio del pubblico al miglior cortometraggio
- 2015: Palm Springs International ShortFest – Premio speciale Cinema Without Borders
- 2015: Tripoli Film Festival – Premio della giuria al miglior cortometraggio
- 2017: Nazra Palestine Short Film Festival – Miglior film